# Ritratto dell'Ariosto
Il Ritratto dell'Ariosto è un dipinto a olio su tela (59,5x45,5 cm) di Tiziano, databile al 1515 circa e conservato nel Museum of Art di Indianapolis.

## Storia
L'opera è nota da quando apparve in un'asta Sotheby's a Londra il 29 gennaio 1930. Passò poi nella collezione Booth Tarkington di Indianapolis. Forse si tratta del dipinto visto da Ridolfi in casa di Nicolò Renieri verso il 1648.
L'identificazione con l'Ariosto è tradizionale e si basa sulla somiglianza con il presunto ritratto di Londra e con un'incisione sull'edizione del 1532 dell'Orlando Furioso. L'autografia di Tiziano venne sostenuta con decisione da Berenson.

## Descrizione e stile
Su uno sfondo scuro l'uomo dalla barba e i capelli lunghi è ritratto a mezzo busto, voltato di tre quarti verso sinistra con la testa girata in favore dello spettatore. Indossa una giubba orlata di pelliccia, una casacca nera e una camicia bianca, tipiche dell'abbigliamento dei gentiluomini dell'epoca.
Lo sguardo attento sembra percepire lo spettatore, che viene così coinvolto nella rappresentazione.